# Piniaszkowy
Piniaszkowy (960 m n.p.m.) – szczyt górski w Bieszczadach Zachodnich, w głównym grzbiecie Karpat, położony na granicy ukraińsko-polskiej (słup graniczny nr 222), pomiędzy Opołonkiem a Przełęczą Użocką.

## Geografia
Północne, opadające do doliny potoku Niedźwiedziego stoki leżą na terenie polskiego Bieszczadzkiego Parku Narodowego, natomiast południowe na terenie ukraińskiego Użańskiego Parku Narodowego.
Na terenie Ukrainy, około 150 m w kierunku południowo-wschodnim od szczytu znajduje się rzeczywiste źródło Sanu.
Południowymi zboczami Piniaszkowego wspina się na Przełęcz Użocką linia kolejowa z Użhorodu.
Z rzadkich w Polsce gatunków roślin na Piniaszkowym stwierdzono występowanie pszeńca białego.

## Historia

### Granica państwowa
Przed II wojną światową przez szczyt przechodziła południowa granica Rzeczypospolitej Polskiej pierwotnie granica polsko-czechosłowacka (znak graniczny nr 5) i kierowała się dalej w kierunku południowo-wschodnim na Przełęcz Użocką a później granica polsko-węgierska, która istniała do 28 września 1939 r. a formalnie do 31 grudnia 1945. Po roku 1945 ustanowiono tu granicę polsko-radziecką, która skręcała od szczytu już w kierunku północno-wschodnim na rzekę San i zaczynała odcinać tzw. "Kresy Wschodnie" od Polski.